# Оук Сити (Јута)
Оук Сити (енгл. Oak City) град је у америчкој савезној држави Јута.

## Демографија
По попису из 2010. године број становника је 578, што је 72 (-11,1%) становника мање него 2000. године.
| Група             | 2000.       | 2010.       |
| Белци             | 628 (96,6%) | 550 (95,2%) |
| Афроамериканци    | 0 (0,0%)    | 0 (0,0%)    |
| Азијати           | 0 (0,0%)    | 0 (0,0%)    |
| Хиспаноамериканци | 10 (1,5%)   | 23 (4,0%)   |
| Укупно            | 650         | 578         |